# Isoscelipteron fulvum
Isoscelipteron fulvum är en insektsart som beskrevs av A. Costa 1863. Isoscelipteron fulvum ingår i släktet Isoscelipteron och familjen Berothidae. Inga underarter finns listade i Catalogue of Life.